# Magnezyt (skała)

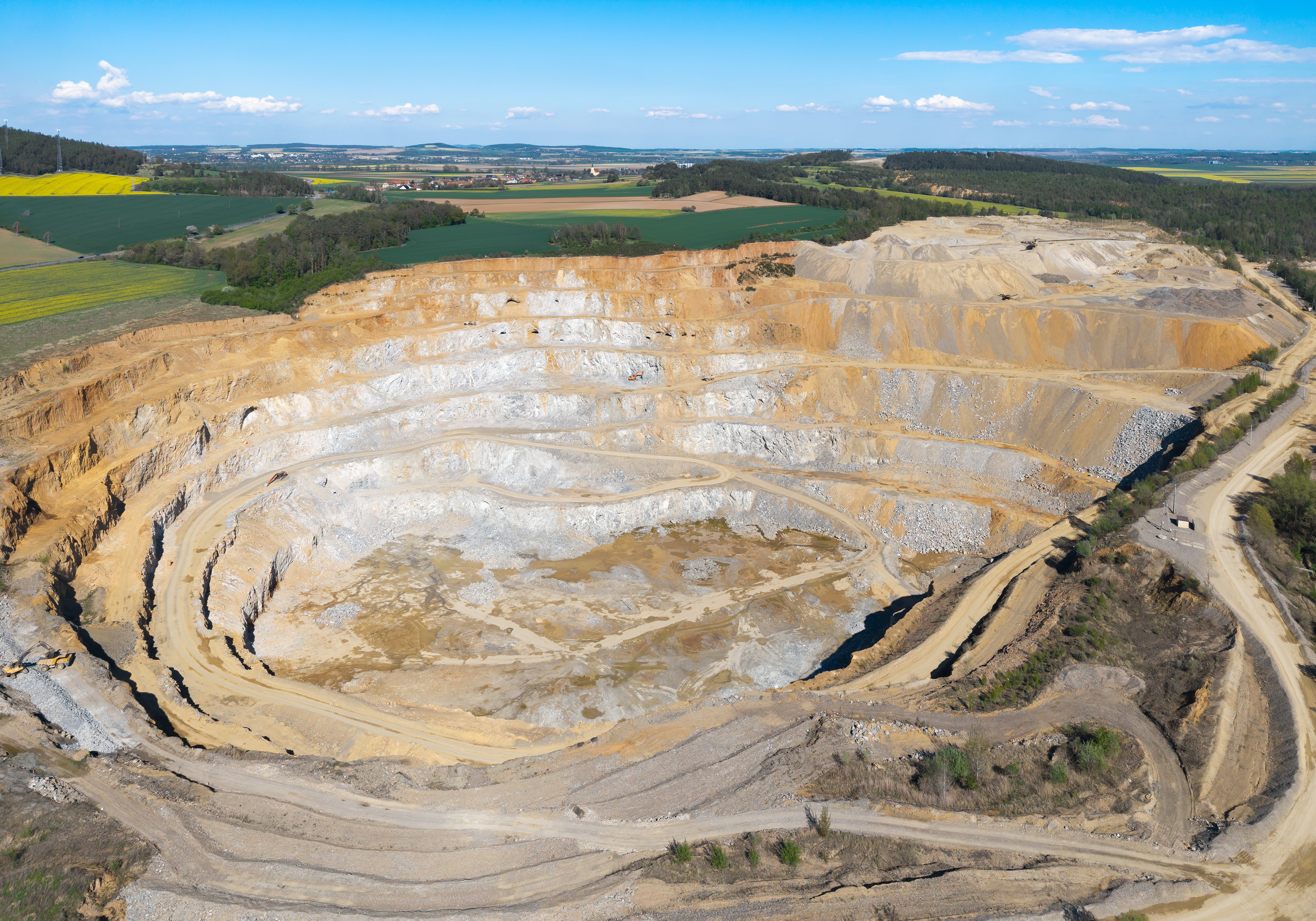
Kopalnia magnezytu w Grochowej

Magnezyt – skała składająca się wyłącznie lub w dominującym stopniu z minerału magnezytu.
Ma białą barwę, czasami żółtawą lub jasnoszarą. Oprócz dominującego magnezytu może zawierać domieszki innych minerałów węglanowych, a także minerałów ilastych lub kwarcu. Wśród magnezytów przeważają te powstałe podczas diagenezy skał węglanowych, a magnezyt tworzy się wówczas w efekcie metasomatozy. Mogą też wytrącać się z wody morskiej w rezultacie ewaporacji. 

## Zastosowanie[2]
- surowiec dla przemysłu cementowego, papierniczego, metalurgicznego, szklarskiego
- surowiec do produkcji materiałów ogniotrwałych
- służy jako składnik mas ceramiki szlachetnej i specjalnej, w przemyśle chemicznym i farmaceutycznym; przy rafinacji cukru
- bywa wykorzystywany w budownictwie (tynki, cegły, posadzki)
- służy do wzbogacania pasz dla bydła (zwiększa mleczność)
- służy do produkcji nawozów mineralnych, środków dezynfekujących
- bywa dodawany do soli (zapobiega jej zbrylaniu)